# Hôpital d'Aoulef
L'hôpital Noureddine Sahraoui d'Aoulef est une structure sanitaire située dans la commune d'Aoulef. Il dépend du centre hospitalier universitaire d'Oran et relève de la Direction de la Santé et de la Population (DSP) de la wilaya d'Adrar (comme l'hôpital Ibn Sina d'Adrar, l'hôpital Mohamed Hachemi de Timimoun, l'hôpital de Reggane, l'hôpital de Bordj Badji Mokhtar, l'hôpital de Zaouiet Kounta, l'hôpital d'Aougrout et l'hôpital de Tililane).
Cet hôpital est l'un des hôpitaux en Algérie qui relèvent du ministère de la Santé.

## Géographie

### Localisation
L'hôpital Noureddine Sahraoui d'Aoulef se situe au centre de la ville d'Aoulef.

### Accès

#### Route
L'accès par route goudronnée à l'hôpital Noureddine Sahraoui d'Aoulef, situé à l'est de la ville, n'est pas du tout évident pour les automobilistes qui continuent à se plaindre des routes défoncées.

#### Hélicoptère sanitaire
Une réflexion est en cours en 2014 pour la dotation de l'hôpital Noureddine Sahraoui d'Aoulef d'une station d'hélicoptère sanitaire.
Il s'agira d'un hélicoptère, ou de plusieurs, basé de façon permanente à l'hôpital Noureddine Sahraoui et dédié exclusivement à des missions sanitaires de transport de patients. 
La zone de stationnement de l'hélicoptère sera proche de l'enceinte des services hospitaliers afin d'éviter l'usage d'un véhicule intermédiaire. Elle devra être protégée, éclairée et homologuée.
La configuration sanitaire de l'appareil volant devra être permanente. 
Le matériel médical embarqué sera standardisé et approuvé. 
La disponibilité immédiate concernera l'équipe médicale des urgences de l'hôpital Noureddine Sahraoui d'Aoulef, mais également le pilote qui bénéficiera de locaux d'hébergement dans l'hôpital même.
Grâce à la généralisation des numéros verts et à l'utilisation du système GPS, l'intervalle entre la survenue de l'urgence médicale dans les communes et les villages de la wilaya d'Adrar et la réception de l'alerte aura tendance à diminuer.
L'hélicoptère sanitaire réduira le délai de réponse médicale après l'alerte et le signalement dans tout le périmètre de la wilaya d'Adrar.
À rappeler qu'en décembre 2011, 03 petits avions et 05 hélicoptères avaient été destinés aux évacuations sanitaires surtout pour la région du sud de l'Algérie, à partir de l'année 2012, à la suite de la convention signée entre le ministère algérien de la santé et de la population et la compagnie algérienne Tassili Airlines.

## Histoire

### Construction
Le secteur de la santé dans la wilaya d'Adrar sera renforcé par la réalisation d'un nouvel hôpital de 60 lits dans la commune d'Aoulef à partir de l'année 2015.
Ce projet avait été inscrit dans le programme 2005/2009 dans la commune d'Aoulef.
Après que l'étude ait été lancée, les travaux ont débuté en 2008 pour ériger cet établissement hospitalier qui venait s'ajouter aux autres hôpitaux existants dans la wilaya d'Adrar.
Ce nouvel hôpital de 60 lits permettra de réduire considérablement la pression sur les autres hôpitaux de la wilaya d'Adrar, et d'améliorer en même temps la couverture sanitaire et la prise en charge de la population surtout des Ksours voisins du chef-lieu en matière de santé.

### Ancien hôpital
Depuis le 1er janvier 2008, l’hôpital Noureddine Sahraoui d'Aoulef abrite plusieurs services.
La capacité de cet hôpital est passée à 60 lits par l’extension à de nouveaux services.

### Nouvel hôpital
La population d'Aoulef devait être libérée des longues années de souffrance du déplacement vers le plus proche hôpital de Reggane situé à 90 km pour les hospitalisations.
En 2014, le nouvel établissement public hospitalier Noureddine Sahraoui d'Aoulef a été inauguré et était composé de xx services:
- Urgences médico-chirurgicales: xx lits.
- Chirurgie générale: xx lits.
- Chirurgie orthopédique: xx lits.
- Anesthésie et réanimation: xx lits.
- Ophtalmologie: xx lits.
- Médecine interne: xx lits.
- Médecine du travail: xx lits.
- Pédiatrie: xx lits.
- Gynécologie-obstétrique: xx lits.
- Épidémiologie: xx lits.
- Radiologie centrale.
- Pharmacie.
- Laboratoire central[20].

## Tarifs des soins
À l'hôpital Noureddine Sahraoui d'Aoulef, les tarifs des soins sont les suivants :
- Consultation générale: 50 DA.
- Soins dentaires: 50 DA (plombage, simple visite ou extraction).
- Radiographie: de 20 à 50 DA, à partir de la radio d’une fracture de doigt au téléthorax.
- Consultation spécialisée: 100 DA (pour chaque nuitée passée à l’hôpital, intervention chirurgicale incluse).
- Soins dispensés aux malades chroniques: gratuits.

## Ambulance
Cet hôpital est doté d'une ambulance (véhicule tout-terrain: type 4x4) équipée de moyens d'urgence et d'intervention.
À rappeler qu'en 2014, le secteur de la santé dans la wilaya d'Adrar a été renforcé par l'acquisition de 20 ambulances pour le transport des malades et de 12 véhicules tout-terrain: type 4x4 pour les équipes mobiles.

## Cuisine
La nourriture des patients hospitalisés dans les services de l'hôpital Noureddine Sahraoui d'Aoulef est consommée dans les repas préparés dans la cuisine du même établissement.

## Incinérateur de déchets médicaux
Au niveau de l’établissement hospitalier Noureddine Sahraoui d'Aoulef, l’implantation d’un incinérateur de déchets médicaux au beau milieu de l'hôpital représente un véritable danger et une menace omniprésente sur la santé d'une population estimée à plusieurs milliers d'habitants.
Tous les produits médicaux incinérés sont soit périmés soit ayant servi et qui dégagent une fumée nocive qui pollue la ville d'Aoulef depuis 1995.

## Établissements affiliés
L'hôpital Noureddine Sahraoui d'Aoulef supervise xx polycliniques et xx salles de soins, pour servir une population estimée à plusieurs dizaines de milliers d'habitants.

### Maternité urbaine
- Maternité de: Tit.
- Maternité de: Akabli.

### Polycliniques
L'hôpital Noureddine Sahraoui d'Aoulef chapeaute xx polycliniques sur les 29 polycliniques que compte la wilaya d'Adrar.
- Polyclinique de: Tamekten.

### Salles de soins
L'hôpital Noureddine Sahraoui d'Aoulef chapeaute plus de xx salles de soins sur les 171 salles de soins que compte la wilaya d'Adrar.
Ces salles de soins sont érigées dans la banlieue de la ville d'Aoulef pour accueillir les patients.

## Ressources humaines
Le personnel médical de l'hôpital Noureddine Sahraoui d'Aoulef a pu rassembler un effectif global de praticiens de la santé composé de médecins spécialistes, généralistes et d'agents paramédicaux.
Les avantages sociaux et professionnels offerts aux praticiens algériens sont nombreux à l'hôpital Noureddine Sahraoui d'Aoulef, avec un salaire conséquent, une augmentation de 150 %, un logement disponible et équipé et un cadre de travail agréable.
Le manque de plusieurs spécialistes médicales incite à réfléchir à une autre politique pour inciter les praticiens de la santé à venir au sud de l'Algérie.
Il est à noter qu'en 2014, les services médicaux comme la cardiologie, la néphrologie, la diabétologie, l'urologie et encore d’autres spécialités n'étaient pas encore disponibles à Aoulef.
L'objectif espéré est d'atteindre la couverture de toutes les spécialités, d'améliorer la qualité de la prise en charge du malade et d'assurer la couverture médicale dans tous les ksour de la wilaya d'Adrar.
En 2008, la polyclinique de Sali comptait un effectif humain de 14 médecins généralistes, 04 chirurgiens dentistes, une pharmacienne, 03 sages-femmes et un personnel paramédical suffisant.

## Couverture sanitaire
En 2014, La couverture sanitaire dans la wilaya d'Adrar était assurée par un médecin spécialiste pour 6 722 habitants, un médecin généraliste pour 1 200 habitants et un pharmacien pour 8 780 habitants.